# Rio do Campo
Rio do Campo là một đô thị thuộc bang Santa Catarina, Brasil. Đô thị này có diện tích 496,91 km², dân số năm 2007 là 6043 người, mật độ 12,4 người/km².